# Gerrit van der Veen
Gerrit Jan van der Veen (Amsterdam, 26 november 1902 – Overveen, 10 juni 1944) was een Nederlandse beeldhouwer en een leider van het Nederlands verzet tijdens de Tweede Wereldoorlog.

## Leven en werk
Van der Veen was een van de vier kinderen van de slager Gerrit Jan van der Veen en Dorothea Lorenz. Zijn oudere broer Gob van der Veen (1901-1972) werd eveneens beeldend kunstenaar. Zijn jongere zus Dora van der Veen werd schilderes en de moeder van de zingende zussen Dorine van der Klei en Gerrie van der Klei (De Sissies).
Van der Veen trouwde op 25 november 1931 met beeldhouwster Louise Adriana van der Chijs (1909-1997). Uit dit huwelijk werden twee dochters geboren; kunstenares Louise ‘Loukie’ van der Veen (1933-2020) en fotografe Gerda van der Veen (1935-2006), die gehuwd is geweest met de fotograaf en cineast Ed van der Elsken.
Uit zijn buitenechtelijke relatie met Gustave (Guusje) Rübsaam werd twee maanden na zijn dood in 1944 een zoon Gerrit Jan Wolffensperger geboren, die de naam van zijn stiefvader draagt. In de oorlog had Van der Veen tevens een buitenechtelijke relatie met danseres Suzy van Hall, die ook zwanger van hem raakte, maar voorrang gaf aan haar werk in het verzet.
Van der Veen was aanvankelijk technisch tekenaar bij de Nederlandse Spoorwegen en daarna werktuigkundige bij de Bataafse Petroleum Maatschappij op Curaçao. Daar verrichtte hij zijn eerste heldendaad op een volgeladen olietanker die in brand stond. Bemanning en kapitein waren al van het schip gevlucht, maar Van der Veen dook van de wal in het water en bluste in zijn eentje het vuur in de machinekamer. Op zijn eigen voorstel beloonde de maatschappij hem met de betaling van zijn reis naar Amsterdam en met een toelage van één jaar voor zijn opleiding tot beeldhouwer.

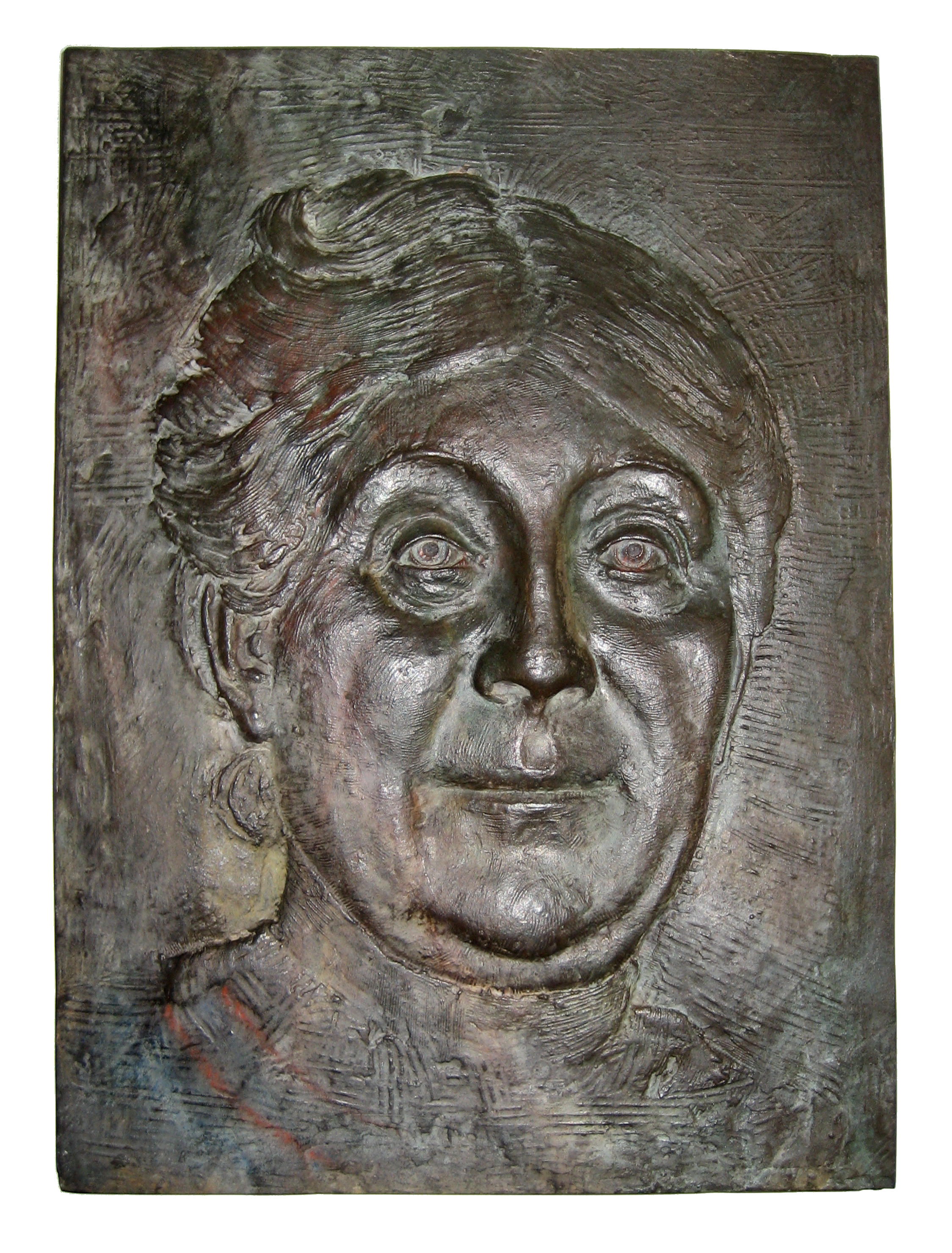
In de jaren dertig maakte Van der Veen deze bronzen plaquette van de feministe Wilhelmina Drucker

Van der Veen studeerde aan de Rijksakademie van beeldende kunsten in Amsterdam en kreeg les van onder anderen Johannes Hendricus Jurres en Jan Bronner. In 1932 won hij de zilveren medaille in de Prix de Rome en studeerde vervolgens verder in Parijs. Hij was lid van Arti et Amicitiae en de Nederlandse Kring van Beeldhouwers en hij maakte beelden van vooraanstaande Nederlanders, waaronder prinses Juliana.

### Tweede Wereldoorlog

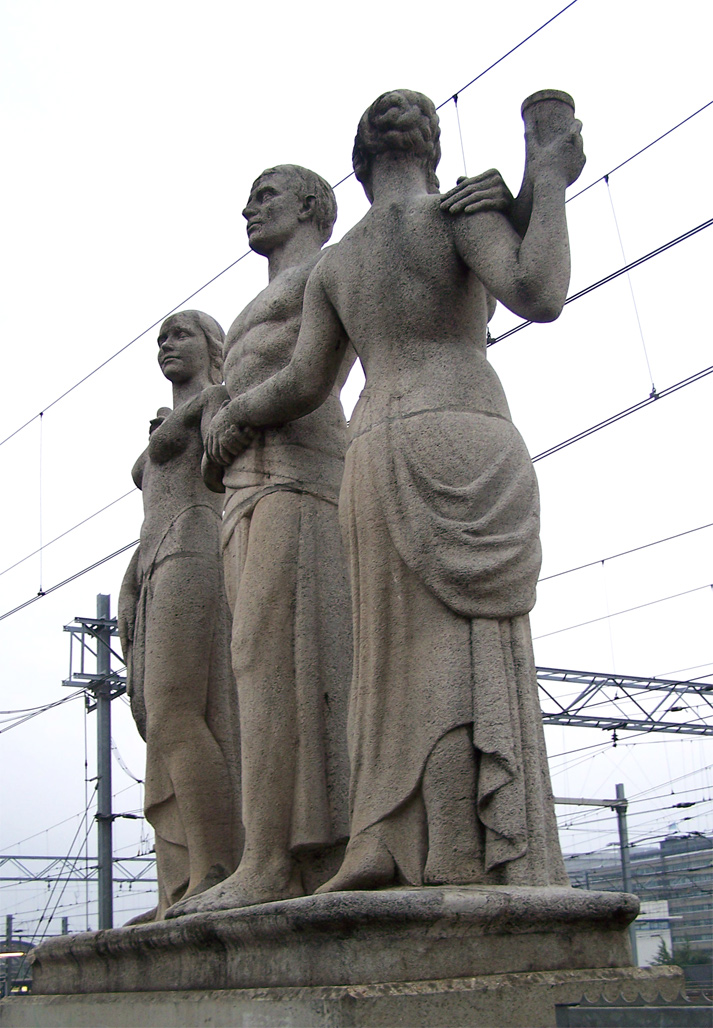
Het beeld "De Eendracht van het Land", ontworpen door Gerrit van der Veen, gekapt door de Amsterdamse beeldhouwer G.W. Harmsen. Het beeld staat sinds 1940 boven de Leidseveertunnel in Utrecht. Het was zijn laatste beeldhouwwerk.

In de oorlog weigerde Van der Veen als beeldhouwer lid te worden van de door de Duitsers ingestelde Kultuurkamer. Hij werd zelfs leider van een actiegroep tegen deze kamer, met als gevolg dat hij al snel gearresteerd werd. Na zijn vrijlating dook Van der Veen onder. De rest van de oorlog zwierf hij door Amsterdam, van het ene onderduikadres naar het andere. Hij was zeer actief in het verzet en was leider van een uitgebreid verzetsnetwerk.

#### Persoonsbewijzencentrale
Gerrit van der Veen zette de Persoonsbewijzencentrale op, waar mensen een persoonsbewijs konden bestellen. Dit werd gedaan door leden van Groep 2000, waar Van der Veen zelf lid van was. Er zijn ongeveer 80.000 persoonsbewijzen op deze manier gemaakt op de drukkerij van Frans Duwaer. Tijdens de oorlog hebben dankzij deze activiteiten duizenden mensen arrestatie door de bezetter weten te ontlopen. Het vervalsen van de echte Persoonsbewijzen was een enorme klus, die Gerrit van der Veen op zich nam. Zijn eerste vervalsingen waren nog niet van echt goede kwaliteit, maar al snel vond hij een manier waarop hij het watermerk op een heel precieze wijze kon namaken. Aanvragers van een nieuw persoonsbewijs moesten hier naar draagkracht voor betalen. Mensen met veel geld betaalden veel, mensen met weinig geld kregen het soms voor niks. Gerrit van der Veen was niet uit op winst, hij wilde zo veel mogelijk mensen uit de handen van de Duitsers houden.

#### Aanslag op het Gewestelijk Arbeidsbureau
Op 10 februari 1943 stichtte Van der Veen brand in het Gewestelijk Arbeidsbureau in Amsterdam aan de Passeerdersgracht 28-32, maar door te weinig brandmiddelen was de schade gering.

#### Aanslag op het Amsterdams bevolkingsregister
In Amsterdam was het voor de bezetters erg eenvoudig om mensen via de goed georganiseerde officiële gemeentelijke persoonsadministratie (bevolkingsregister, nu Basisregistratie Personen) op te sporen. Daarom besloot Van der Veen samen met Willem Arondeus, Rudi Bloemgarten, Johan Brouwer, Sam van Musschenbroek, Coos Hartogh, Henri Halberstadt, Karl Gröger, Guus Reitsma, Koen Limperg, Sjoerd Bakker, Cornelis Leendert Barentsen, Willem Beck, Cees Honig, Cornelis Roos en Frieda Belinfante het gebouw van het bevolkingsregister aan de Plantage Middenlaan op te blazen. De aanslag vond plaats op 27 maart 1943. De aanslag lukte gedeeltelijk; er ontstond een brand die door de brandweer bewust slecht werd geblust. Vijftien procent van de administratie was vernietigd, maar er was een duplicaat in Den Haag. Een aantal leden van de verzetsgroep werd opgepakt. Van der Veen zelf wist als enige (nog) uit handen van de Duitsers te blijven. Naast de deur van het adres Plantage Kerklaan 36 is een gedenkplaat aangebracht ter nagedachtenis aan hen, die hiervoor hun leven op het spel hebben gezet.

#### Overval op de Landsdrukkerij in Den Haag
Op de ochtend van zaterdag 29 april 1944 'kraakten' Gerhard Badrian, Gerrit van der Veen, Verbiest, Hans van Gogh en Frans Meijer zeer succesvol de Landsdrukkerij in Den Haag. Ze namen vellen met in totaal 10.000 persoonsbewijzen mee voor de overbelaste PBC.

#### Overval op het Huis van Bewaring
In de vroege ochtend van dinsdag 1 mei 1944 ging van der Veen samen met een paar andere verzetsstrijders naar het Huis van Bewaring aan de Weteringschans, waar zijn vrienden opgesloten zaten.
Gerrit kon niet leven met de gedachte dat zijn verzetsvrienden waren opgepakt en wilde hen bevrijden. Mede door oververmoeidheid en blootstelling aan continue spanning, begon hij steeds meer risico's te nemen. Elke actie moest nog groter en gevaarlijker zijn dan de vorige.
Ondanks dat zijn medewerkers Gerrit op het hart hadden gedrukt niet naar de Weteringschans te gaan, omdat hij als leider te belangrijk was en hij de groep moest blijven aansturen, weigerde hij thuis te blijven. Zodoende vertrok een handjevol verzetsleden naar de gevangenis om hun kameraden te bevrijden. Een bewaker die in het complot zat deed de poort open. Van der Veen werd verrast door een waakhond, trok zijn pistool en schoot op de hond. Het schot alarmeerde de bewakers. In de chaos die daarna ontstond, werd Van der Veen in zijn rug getroffen door een kogel, die zijn benen verlamde. Hij wist desondanks te ontkomen naar een onderduikadres. De huisarts Julius de Clercq Zubli gaf hem daar eerste medische hulp.

#### Arrestatie
Twee weken later werd hij op zijn onderduikadres – een pand aan de Prinsengracht, waar uitgeverij De Spieghel was gevestigd – alsnog opgepakt. Tegelijk met hem werden uitgeefster Tine van Klooster en zijn gezellin Suzy van Hall gearresteerd. Bij een tweede bezoek aan het onderduikadres werd ook de arts De Clercq Zubli gearresteerd. Deze kwam later in Sachsenhausen terecht. Hij overleefde de oorlog. Omdat de Duitsers bang waren dat andere verzetsleden zouden proberen hun leider te bevrijden, werden er verschillende geruchten verspreid over waar Van der Veen gevangen zat. En waar normaal gesproken een terechtstelling enkele weken na vonnis werd uitgevoerd, werd dit in de zaak van Van der Veen en zijn vrienden al een paar dagen later gedaan. Begin juni 1944 zijn zij in de duinen bij Overveen gefusilleerd. Van der Veen ligt met zijn vrienden begraven op de erebegraafplaats in Overveen.

### Eerbewijzen

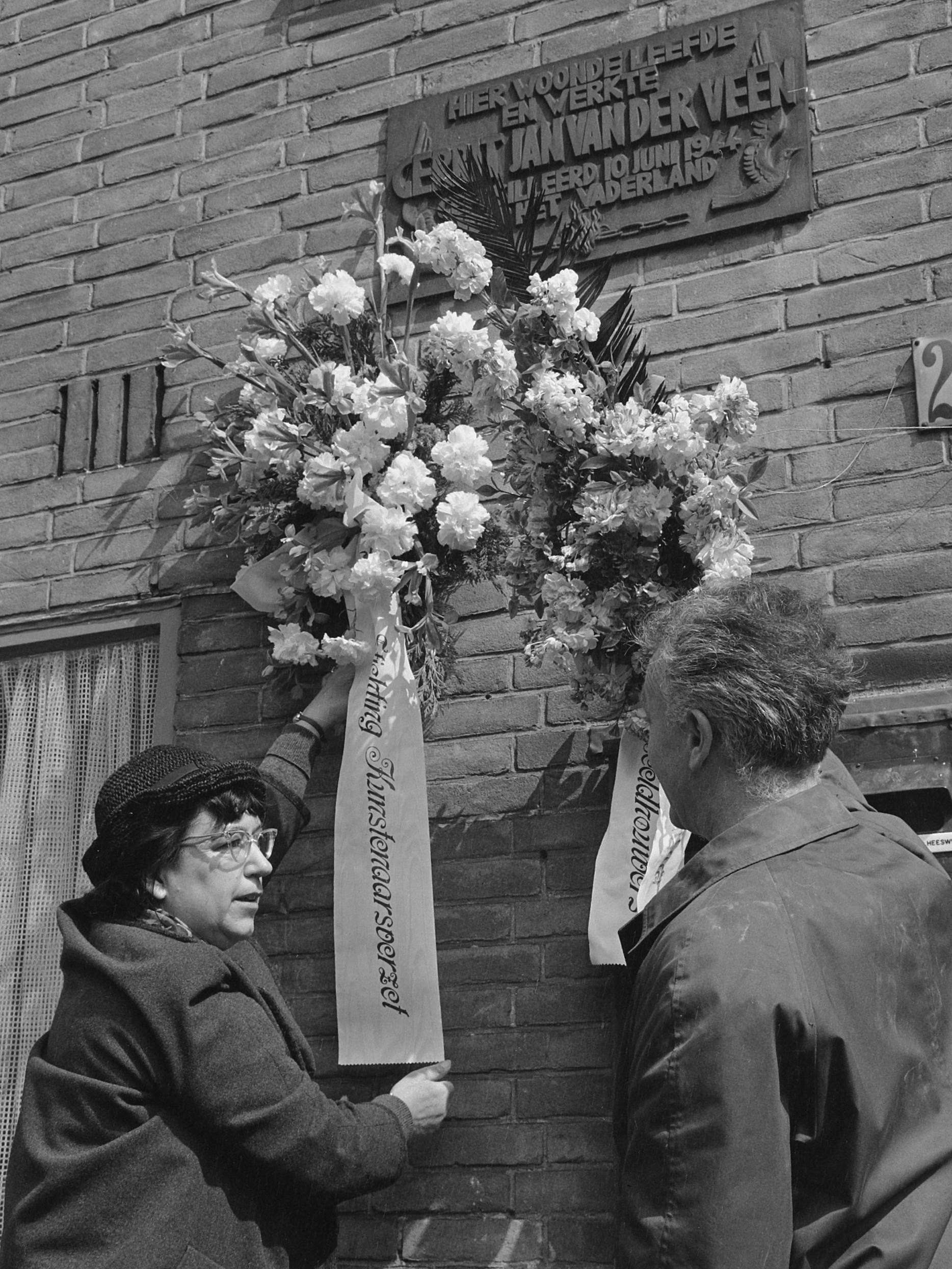
Louise van der Veen-van der Chijs en Cor Hund hangen een krans op aan het huis waar de verzetsman woonde (10 juni 1965)

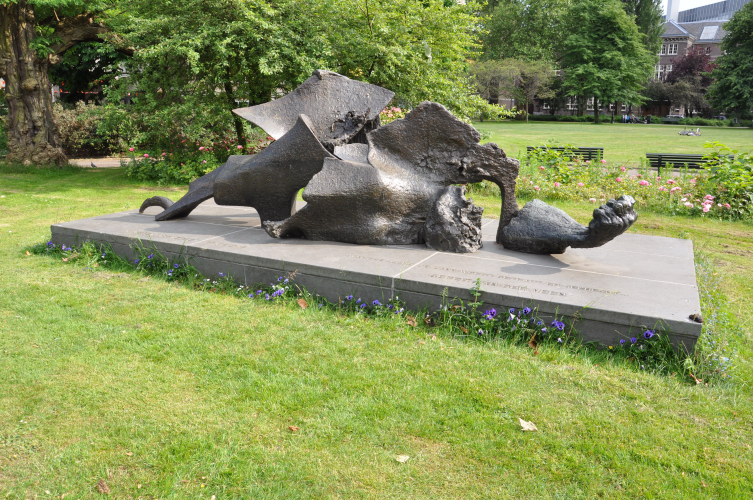
Gerrit van der Veen - Monument voor het kunstenaarsverzet door Carel Kneulman (gedraaid brons, 1973)

Na de oorlog werd het beruchte hoofdkantoor van de Sicherheitsdienst (SD) aan de Euterpestraat weer in gebruik genomen als school. Zowel de school als de straat werden vernoemd naar de gefusilleerde verzetsman: de school heette voortaan de Gerrit van der Veenschool en later het Gerrit van der Veen College en de Euterpestraat werd omgedoopt tot Gerrit van der Veenstraat. In 1946 werd aan Van der Veen postuum het Verzetskruis en later het Verzetsherdenkingskruis toegekend.
Ter ere van Van der Veen werd in 1946 de Stichting Kunstenaarsverzet 1942-1945 opgericht met als doel het uitloven van twee prijzen: een voor de letterkunde en een voor de beeldende kunst. De stichting wilde daarmee Van der Veen eren als oprichter van het kunstenaarsverzet en naast hem ook de andere in concentratiekampen omgekomen of gefusilleerde kunstenaars en wetenschappers die tot de verzetsgroep behoorden. In 1948 volgde de Gedenksteen Gerrit van der Veen gemaakt door Fred Carasso in de Zomerdijkstraat 22, woning en atelier van Van der Veen.
In 2003 heeft Gerrit Jan van der Veen postuum de Yad Vashem onderscheiding ontvangen voor zijn verdiensten als niet-Jood voor zijn Joodse medeburgers. De onderscheiding werd uitgereikt op het het Gerrit van der Veen College door de Israëlische ambassadeur. Kinderen, kleinkinderen en achterkleinkinderen van de verzetsman waren hierbij aanwezig.
Op 4 mei 2019 kwam de Max-documentaire Gerrit van der Veen uit. In de film onderzoekt Gerrit Jan Wolffensperger het leven van zijn vader, die enkele maanden voor zijn geboorte door de Duitsers werd gefusilleerd. Aan de hand van persoonlijke brieven, gesprekken met familieleden en bezoeken aan historische locaties zoals het voormalig atelier, het Stadsarchief Amsterdam en de Eerebegraafplaats Bloemendaal, ontstaat een persoonlijk portret van Van der Veen als kunstenaar, idealist en verzetsman.
In juli 2025 ging de musical Willem & Frieda: Roze Verzet in première in DeLaMar in Amsterdam over Frieda Belinfante en Willem Arondéus als queer verzetshelden. De musical gaat over hun belangrijke rol tijdens de aanslag op het Amsterdamse bevolkingsregister, die ze samen met Gerrit van der Veen hebben voorbereid en uitgevoerd. De rol van Van der Veen werd vertolkt door Lars Mak.
In de Nederlandse dramafilm In de schaduw van de overwinning uit 1986 van Ate de Jong, is de rol van Peter van Dijk deels geïnspireerd op het leven van Gerrit van der Veen als verzetsman. 

## Enkele werken
- 1933: buste Willem Einthoven, LUMC, Leiden
- 1935: Prins Hendrik der Nederlanden, Helden der Zeeplein, Den Helder
- 1936: Kopje prinses Juliana, Prins Bernhardlaan, Haren
- 1937: Monument voor koningin Emma, Gerrit van der Veenlaan, Baarn
- 1939: Wilhelmina Drucker-monument, aan de Churchill-laan te Amsterdam-Zuid
- 1940: De Eendracht van het Land, Leidseveer-viaduct, Utrecht